# Hypsugo imbricatus
Hypsugo imbricatus is een zoogdier uit de familie van de gladneuzen (Vespertilionidae). De wetenschappelijke naam van de soort werd voor het eerst geldig gepubliceerd door Horsfield in 1824.

## Voorkomen
De soort komt voor in Indonesië en Maleisië.